# Le Destin du docteur Calvet
Le Destin du docteur Calvet est un feuilleton télévisé français en 203 épisodes de 26 minutes répartis en deux saisons produites en 1989 et 1992.

## Synopsis[3]
L'intrigue va de l'intimité du couple Calvet, au complot d'une société multinationale, en passant par la vie des malades de la clinique, et la poursuite de ceux qui cherchent à s'approprier la formule d'un sérum…

## Diffusion
- Une première série de 43 épisodes a été diffusée durant l'été 1989.
- À la suite du succès de cette première saison, une seconde salve a été diffusée de 150 épisodes du 30 juillet 1992[4] au 18 mars 1993.
- La seconde série sera rediffusée durant la saison 1994-1995 en matinée, puis autour de 6h du matin jusqu'en 2001.

## Distribution
- Nicolas Marié : Docteur Jean Calvet (série 1)
- François Bourcier : Docteur Jean Calvet (série 2)
- Alicia Alonso : Isabelle Walker Calvet
- Christian Bouillette : Martinez/François Delgado
- Claire Conty : Martine Bruce
- Rachel Genevin : Marie Demonge
- Alain Hitier : Vidal
- Pascal Ligier : Marc Vernet
- Pierre Londiche : François Deplagne
- Bruno Pradal : André Mareuil
- Bernard Pinet : L'inspecteur (série 2)
- Daniela Akerblom : Sandy Leclerc (série 2)

## Fiche technique
Sauf indication contraire, les informations mentionnées dans cette section peuvent être confirmées par la base de données cinématographiques IMDb,  présente dans la section « Liens externes ».
- Sociétés de production : Sahara Productions, Société Française de Production (SFP), TF1
- Chef opérateur : Pierre Boffety
- Nombre d'épisodes : 43 épisodes (série 1) + 150 épisodes (série 2)
- Durée d'un épisode : 26 minutes
- Genre : Drame